# Vermamoeba vermiformis
Vermamoeba vermiformis (voorheen Hartmanella vermiformis) is een soort in de taxonomische indeling van de Amoebozoa. Deze micro-organismen hebben geen vaste vorm en hebben schijnvoetjes. Met deze schijnvoetjes kunnen ze voortbewegen en zich voeden. Het organisme komt uit het geslacht Vermamoeba en behoort tot de orde Echinamoebida. Vermamoeba vermiformis werd ontdekt en voor het eerst beschreven als Hartmannella vermiformis door Page in 1967. In 2011 werd de soort door Smirnov et al. verplaatst naar het nieuwe geslacht Vermamoeba.